# Alexei Jefimowitsch Utschitel

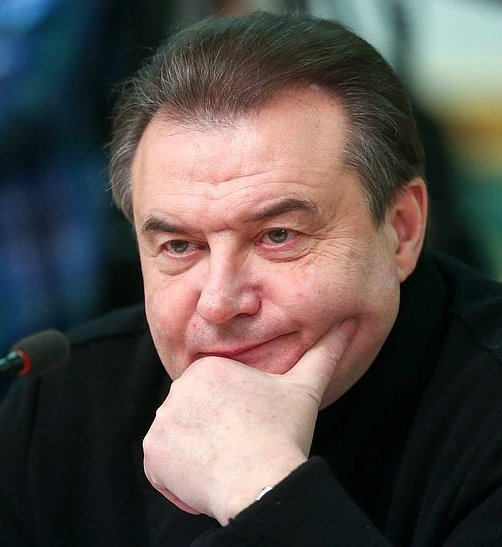
Alexei Utschitel, 2019

Alexei Jefimowitsch Utschitel (russisch Алексей Ефимович Учитель; * 31. August 1951 in Leningrad) ist ein russischer Filmregisseur und Produzent.

## Leben und Werk
Alexei Utschitel kam 1951 als Sohn des Dokumentarfilmregisseurs Jefim Utschitel zur Welt. 1975 schloss er das Gerassimow-Institut für Kinematographie ab und begann, für das Leningrader Dokumentarfilmstudio zu arbeiten. 1991 gründete er ein eigenes Filmstudio namens Rok.
Sein Debüt als Spielfilmregisseur gab er 1996 mit dem Film Manija Schiseli (Мания Жизели, Giselles Wahn), der vom Leben der Tänzerin Olga Spessiwzewa erzählt. Sein zweiter Spielfilm, Dnewnik jewo scheny (Дневник его жены, Das Tagebuch seiner Frau), erschien 2000 und handelt von den letzten Lebensjahren des Schriftstellers Iwan Bunin. Für Dnewnik jewo scheny erhielt Utschitel den russischen Filmpreis Nika. Für seinen Film Progulka (Прогулка, Der Spaziergang) wurde er auf dem Filmfestival Cottbus mit dem „Spezialpreis für eine herausragende künstlerische Leistung“ ausgezeichnet. 2008 gewann Alexei Utschitel auf demselben Festival mit dem Film Plenny (Пленный, deutscher Titel: Gefangen) den Hauptpreis für den besten Film.
Im Frühjahr 2014 gehörte Utschitel zu den Mitunterzeichnern eines Aufrufs von Kulturschaffenden der Russischen Föderation zur Unterstützung der Politik Präsident Putins beim russischen Krieg in der Ukraine und bei der völkerrechtswidrigen Annexion der Krim.
Im Herbst 2017 kam es in Russland zu zahlreichen, überwiegend religiös motivierten Protesten gegen Utschitels Film Matilda, woraufhin mehrere Kinoketten ankündigten, den Film aus Sicherheitsgründen nicht zeigen zu wollen.

## Filmografie

### Spielfilme
- Мания Жизели (Manija Schiseli, Giselles Wahn), 1996
- Дневник его жены (Dnewnik jewo scheny,Tagebuch seiner Frau), 2000
- Прогулка (Progulka, Der Spaziergang), 2003
- Космос как предчувствие (Kosmos kak predtschuwstwije, Der Kosmos als Vorahnung), 2005
- Пленный (Plenny, Der Gefangene, dt. Titel: Gefangen), 2008
- Edge of War – Zug des Todes, 2010
- 7 главных желаний (Sem glawnych schelani, 7 Hauptwünsche), 2013
- Восьмёрка (Wosmjorka, Die Acht, engl. Titel Break Loose), 2013
- Durak – Der ehrliche Idiot, 2014
- Матильда (Mathilde), 2017

### Dokumentarfilme
- Сто тысяч «я» (100.000 Ichs), 1978
- Пуск. Портрет одного события (Der Start. Porträt eines Ereignisses), 1978
- Сколько лиц у дискотеки? (Gesichter einer Diskothek), 1980
- Кто за? Три эпизода на современную тему. (Wer ist dafür? Drei Episoden zu einem modernen Thema.), 1982
- Тебе доверена земля (Dir anvertraut, Erde), 1983
- Акция (Aktion), 1983
- Планета «Наташа» (Der Planet Natascha), 1986
- Рок (Rock), 1987
- Обводный канал (Obwodny-Kanal), 1989
- Елы-палы, или Митьки в Европе (Joly-paly oder Die Mitki in Europa), 1990
- Последний герой (Der letzte Held), 1992
- Баттерфляй (Butterfly), 1993
- Элита (Die Elite), 1997